# Chrysosimplocaria nivalis
Chrysosimplocaria nivalis là một loài bọ cánh cứng trong họ Byrrhidae. Loài này được Jager miêu tả khoa học năm 1997.